# Pola (1932)
El Pola fue un crucero pesado de la clase Zara de la Marina de Italia. Participó 3 batallas. 

## Historia
Tras una intensiva actividad en tiempo de paz, al inicio de la Segunda Guerra Mundial, el Pola fue el buque insignia del almirante Riccardo Paladini, comandante de la segunda escuadra, y tomó parte en 12 acciones de combate hasta su hundimiento, incluidas las batallas de Calabria y del cabo Spartivento.
En la batalla del cabo Matapán el Pola, inmovilizado por un torpedo, quedó rezagado. De noche los restantes cruceros italianos fueron en su búsqueda. Sin embargo, cuando el Zara y el Fiume llegaron a su altura, fueron hundidos por la Marina Real Británica. De noche los restantes cruceros huyeron. La historia del crucero terminó con mala suerte. Esa noche el crucero se hundió en 28 minutos, de los 800 tripulantes solo se salvaron 300.
- Datos: Q2591947
- Multimedia: Pola (ship, 1932) / Q2591947